# لی جونگ ووک
لی جونگ ووک (هانگول: 이종욱؛ ۱۲ آوریل ۱۹۴۵ – ۲۲ مه ۲۰۰۶) یک پزشک اهل کره جنوبی بود. او به مدت سه سال مدیرکل سازمان جهانی بهداشت بود. لی در سال ۱۹۸۳ به سازمان جهانی بهداشت پیوست و روی پروژه‌های مختلفی از جمله برنامه جهانی واکسن‌ها و ایمن‌سازی و توقف سل کار کرد. او دوره خود را به عنوان مدیرکل سازمان جهانی بهداشت در ۲۰۰۴ آغاز کرد و اولین شخصیتی بود که از کره رهبری یک آژانس بین‌المللی را بر عهده دارد.
در سال ۲۰۰۴، لی توسط مجله تایم به عنوان یکی از صد فرد تأثیرگذار جهان معرفی شد.

## اوایل زندگی
لی جونگ ووک در ۱۲ آوریل ۱۹۴۵ در سئول کره جنوبی متولد شد.
وی مدرک کارشناسی مهندسی خود را از دانشگاه هانیانگ دریافت کرد و پس از آن در دانشگاه ملی سئول مدرک پزشکی خود را گرفت و کارشناسی ارشد پزشکی را در دانشگاه هاوایی در رشته بهداشت عمومی دریافت کرد. او سومین پسر از یک خانواده شش فرزندی است. او سه برادر و دو خواهر دارد. همچنین دو تن از برادرانش استاد دانشگاه هستند.
لی زمانی که در حال تحصیل پزشکی بود از بیماران جذامی در آنیانگ، کره جنوبی مراقبت می‌کرد. در آن زمان امکانات پزشکی کمی در دسترس بود و او به صورت داوطلبانه کار می‌کرد. او با کابوراکی ریکو، یک زن ژاپنی که به منظور داوطلب شدن در این کشور به کره سفر کرده بود، آشنا شد و بعد ازدواج کرد.

## فعالیت حرفه‌ای در سازمان جهانی بهداشت
او به مدت ۲۳ سال در سازمان بهداشت جهانی (WHO) در سطوح کشوری، منطقه‌ای و ستادی کار کرد. لی همکاری‌اش با سازمان جهانی بهداشت را در سال ۱۹۸۳ هنگامی‌که در فیجی با بیماران جذامی کار می‌کرد به عنوان مشاور در امور جذام آغاز کرد و بعداً به درمان سل و ترویج واکسیناسیون کودکان در برابر بیماری‌های قابل پیشگیری پرداخت.
در سال ۱۹۹۴، لی به ژنو نقل مکان کرد تا در مقر سازمان بهداشت جهانی به عنوان رئیس پیشگیری و واکسن کار کند. در سال ۱۹۹۵ به گفته ساینتیفیک آمریکن به وی لقب تزار واکسن داده شد. لی نامزد رسمی ششمین دوره مدیرکلی سازمان جهانی بهداشت شد.
- ۱۹۸۳–۲۰۰۶: کارکنان سازمان جهانی بهداشت
- ۱۹۹۴–۱۹۹۸: مدیر برنامه جهانی واکسن و ایمن‌سازی، و دبیر اجرایی، ابتکار عمل واکسن کودکان
- ۱۹۹۸–۱۹۹۹: مشاور ارشد سیاست‌گذاری ژنرال پنجم، گرو هارلم بروندلاند
- ۱۹۹۹–۲۰۰۰: نماینده ویژه مدیرکل
- ۲۰۰۳–۲۰۰۶: مدیر کل سازمان جهانی بهداشت[۴]

لی گفته بود تلاش‌های جهانی برای کنترل همه‌گیری اچ‌آی‌وی/ایدز مسیر درستی خواهد پیمود که به دوره او به عنوان مدیرکل آژانس معنا می‌بخشد.
سیاست ۳ در ۵، که ایده اصلی لی بود، تا حد زیادی توسط بسیاری از افراد نگران گسترش ایدز مورد انتقاد قرار گرفت. جوپ لانگ، رئیس انجمن بین‌المللی ایدز، اظهار داشت که این پروژه «کاملاً غیر واقعی» است. سازمان پزشکان بدون مرز نیز نسبت به طرح لی اظهار نظر مشابهی داشتند.
او طی سه سال مدیریت خود در سازمان جهانی بهداشت از ۶۰ کشور از جمله دارفور، سودان، مکان‌های سونامی اقیانوس هند، ماداگاسکار، موریس بازدید کرد. پسرش تاداهیرو گفت روح ماجراجوی لی باعث شد «بیشتر تجربه کند، بیشتر ببیند و بیشتر انجام دهد».

## مرگ و بزرگداشت
لی در ۲۲ مه ۲۰۰۶ در بخش مراقبت‌های ویژه بیمارستان دانشگاه ژنو، سوئیس، پس از عمل جراحی اورژانسی برای لخته شدن خون در مغز (هماتوم ساب دورال) درگذشت. او در حال آماده شدن برای جلسات عمومی سازمان ملل متحد بود که هنگام صرف ناهار سکته مغزی کرد.
دولت کره جنوبی پس از مرگ نشان شایستگی مدنی را به وی اعطا کرد. ریکو کابوراکی لی همسر او بود. این زوج دارای پسری به نام تاداهیرو لی شدند. ریکو پس از آن داوطلبانه به کمک زنان و کودکان فقیر در کشور پرو مشغول است.

## جایزه یادبود لی جونگ ووک
پس از مرگ لی، دولت کره جنوبی رسماً برای برپایی جایزه‌ای در یادبود «لی جونگ ووک» خبر داد. یو سی مین، وزیر بهداشت و رفاه جمهوری کره، رسماً برگزاری مراسم اعطای جایزه جدیدی به نام لی را اعلام کرد و از سایر کشورها و افراد ذینفع خواست تا در نشست سازمان بهداشت جهانی در سال ۲۰۰۷ به این منظور شرکت کنند. لی سونگ جو، که نماینده دائم جمهوری کره است، از برقراری این جایزه در یادبود لی صحبت کرد تا رهبران جوانی که مشتاق لی جونگ ووک بعدی می‌باشند، ایجاد این جایزه برای ایشان انگیزه و الهام‌بخش شود.
از سال ۲۰۰۹، جوایزی که اعطا می‌شد عمدتاً برای حوزه‌های «رهبری جوان» و «مشارکت در مدیریت سلامت» (به‌ویژه برای بیماری‌های واگیردار) در مجمع سالانه WHO درنظر گرفته می‌شد، که همه ساله در ماه مه برگزار شده و اعطا می‌گردد.